# محمودآباد گودلر (هریس)
محمودآباد گودلر یکی از روستاهای استان آذربایجان شرقی است که در دهستان مواضع‌خان شرقی بخش خواجه شهرستان هریس واقع شده‌است.